# TANGO1/MIA3
La proteïna Melanoma Inhibitory Activity 3 (MIA3), també coneguda com a Transport and Golgi Organization Protein 1 (TANGO1), és una proteïna transmembrana resident al reticle endoplasmàtic (RE) que juga un paper molt important en la secreció de proteïnes, especialment col·làgens, i en l'organització de l'aparell de Golgi.
TANGO1/MIA3 té un paper important en la formació de vesícules recobertes de COPII que han d’encarregar-se del transport de càrregues grans i requereixen mecanismes específics per incorporar-se en transportadors units a la membrana i exportar-se des de les zones de sortida del RE. Majoritàriament, la substància que se segrega amb l’acció d’aquesta proteïna transmembrana és el col·lagen de tipus VII.

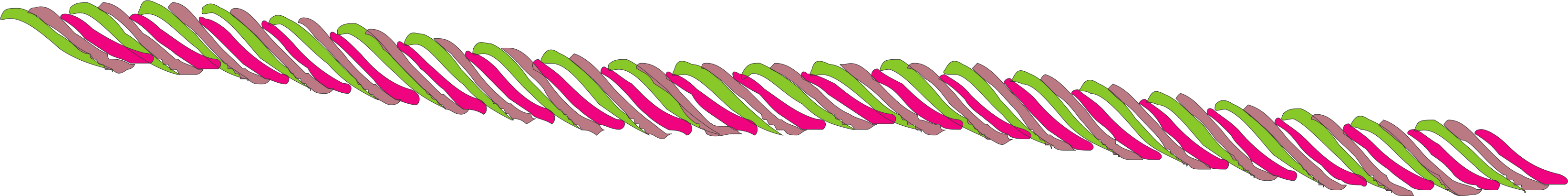
Col·lagen de tipus VII.

La interacció entre TANGO1 i TANGO1-like (TALI) facilita el reclutament de partícules lipídiques que contenen apoliproteïna B (ApoB) als llocs de sortida del RE (ERES). D'aquesta manera, s'assegura que l'ApoB estigui present en les partícules lipídiques seleccionades per a la via secretora.

## Codificació
La proteïna TANGO1 està codificiada per el gen MIA3 (ubicat al cromosoma 1 dels humans). La transcripció d’aquesta, ve donada per una resposta al estrès del RE, amb factors com XBP1 que activa la seva expressió, facilitant la serceció de proteïnes grans. Una vegada format el ARN precursor (pre-mRNA) ha de ser processat a un ARNm madur per eliminar les regions no codificants (splicing) de la cadena d’aminoàcids de la proteïna. El procés de maduració de TANGO1 genera diferents isoformes provocant una variació en la longitud d’algunes cadenes. Un cop traduïdes en una cadena polipeptídica, s’inserten al RE i s’ancoren a la seva membrana donat el seu paper com a proteïnes transmembrana.

## Isoformes i estructures
En l'análisi de la funció de TANGO1 s'ha pogut observar la presència de diferentes isoformes codificades per el gen MIA3, en les que han destacat TANGO1S i TANGO1L que indiquen les formes curtes (785 aminoàcids) i les formes llargues (1907 aminoàcids) respectivament.
| Isoformes | Nombre d'aminoàcids | Dominis | Imatge                                            |
| --------- | ------------------- | --- | ------------------------------------------------- |
| TANGO1S   | 785                 | Dominis coiled-coil (CC): bobina superenrotllada. Domini PRD (domini proteic): ric en prolina. | Imatge obtinguda de la base de dades de AlphaFold |
| TANGO1L'  | 1907                | Domini luminal: bobina superenrotllada. Domini SH3_like: s'uneix al col·lagen (intermembrana). Domini coiled-coil (CC): bobina superenrotllada CC1 i CC2. Domini PRD (domini proteic): ric en prolina. |                                                   |

## Mecanisme d'acció

### Reconeixement de la càrrega que ha de ser transportada

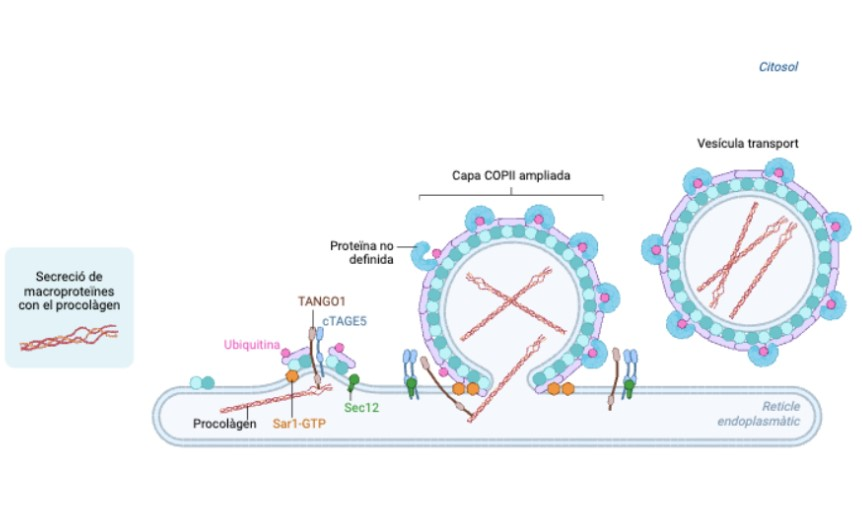
Procés de secreció del col·lagen amb l'acció de proteïnes transmembrana TANGO1 i cTAGE5.

TANGO1 té un domini anomenat SH3-like que reconeix de manera indirecta el col·lagen dins del lumen del RE, connectant-se amb la xaperona HSP47 (Heat Shock Protein 47). Aquesta última s'uneix específicament al col·lagen, ajudant a estabilitzar-lo i garantint el seu correcte plegament. Això és important perquè permet a TANGO1 identificar al col·lagen com a càrrega que ha de transportar.

### Reclutament de la maquinària COPII
Un cop TANGO1 ha reconegut la càrrega, com ara una molècula de col·lagen, utilitza el seu domini PRD (Prolina-Rich Domain), ric en prolina. Aquest domini s'uneix a dues proteïnes anomenades Sec23 i Sec24, que són part del complex COPII.

#### Complex COPII
És un sistema de recobriment que es forma a la superfície del RE. Aquest complex ajuda a donar forma a les vesícules originades des del RE i les prepara per desplaçar-se cap a d'altres compartiments cel·lulars com n'és l'Aparell de Golgi. En el mecanisme d'acció d'aquest complex s'hi veuen involucrades diverses proteïnes.
La proteïna Sec12 activa Sar1 (una petita GTPasa) mitjançant l'intercanvi de GDP per GTP, que s'uneix a la membrana del RE. D'altra banda, a través del seu domini PRD, TANGO1 recluta les proteïnes Sec23 i Sec24, que interaccionen amb Sar1 per adherir-se a la membrana del RE. Sec23 estabilitza el complex i reconeix les càrregues, mentre que Sec24 ajuda a empaquetar les proteïnes en la vesícula de formació i s'assegura que sols les càrregues correctes sigin incloses.
Seguidament, Sec13 i Sec31 s'afegeixen a la vesícula. La primera ajuda a estabilitzar la vesícula en formació, mentre que la segona forma un anell al voltant de la vesícula, facilitant la seva escissió del RE.

### Reclutament de membranes addicionals i cTAGE5
TANGO1 actua conjuntament amb una altra proteïna del RE: cTAGE5 (cutaneos T-cell lymphoma-associated antigen 5), considerada un correceptor de la primera que intervé en la secreció de col·lagen al RE mitjançant la interacció amb Sec12.
TANGO1 no té contacte directe amb Sec12, però cTAGE5, unida a TANGO1 per dominis de bobina superenrotllada, recluta Sec12 als llocs de sortida del RE (ER exit sites, ERES). Sec12 té activitat d’intercanvi de nucleòtids de guanina cap a Sar1. Aquesta activació és necessària per l’assamblatge de la coberta COPII i l’exportació de les molècules de col·lagen, participant en l’elongació de les vesícules de transport. cTAGE5 també optimitza l’activitat GTPasa de Sec23 i podria intervenir en el budding de les vesícules a través de la inactivació de Sec1.

### Formació de túnels per al transport de col·lagen
Un cop la càrrega és reconeguda i Sec23/Sec24 i Sec13/Sec31 són reclutades per recobrir la vesícula en formació, TANGO1 forma un anell a la base de les vesícules. El domini TEER de TANGO1 recluta membranes del compartiment intermedi ERGIC (ER-Golgi Intermediate Compartiment, o VTC) i les afegeix a l’estructura anellada mentre la vesícula va creixent, formant una estructura tubular que, de moment, arriba fins un màxim de 30-50 nm de llargada. La unió del col·lagen amb TANGO1 fa que augmenti la seva afinitat per Sec23, així que TANGO1 roman a la base, ancorada a Sec23/Sec24.
En la següent fase, el túnel o túbul creix fins poder encapsular completament la molècula de col·làgen, aquesta es dissocia de TANGO1, provocant la separació dels PRDs de Sec23 i, posteriorment, a la base del túbul es recluta Sec13/Sec31 a Sec23/Sec24. Això provoca la hidròlisi de Sar1-GTP fissionant la membrana del túbul, alliberant-lo del RE.

### Integració amb SNAREs i interacció amb l'ERGIC
En el mecanisme de formació de les vesícules mediat per TANGO1, cal també l’acció de SLY1, proteïna reguladora de l’activitat de proteïnes SNARE (Soluble N-ethylmaleimide-sensitive factor Attachment protein REceptor). No és clar si la unió amb TANGO1 és directa o indirecta a través d'altres proteïnes, però s’ha trobat que SLY1 es localitza a les zones dels ERES on també s’hi troba Sec31.
SLY1 regula l’activitat de la STX18, una t-SNARE localitzada també a la vesícula en formació. La interacció de STX18 i SLY1 del RE amb les v-SNAREs de l’ERGIC permet la fusió de les membranes dels dos compartiments, fent possible el creixement de la vesícula i evitant l’acumulació de càrregues a les sortides del RE.

### Integració amb el complex NRZ
Mitjançant el seu domini CC1 (Coiled-Coil 1), TANGO1 interacciona amb el complex NRZ. Aquest complex, al seu torn, està constituït per NBAS (Neuroblastoma Amplified Sequence), RINT1 (RAD50 Interactor 1) i ZW10 (Zeste White 10).
La funció d'aquest complex és la d'actuar com a un ancoratge físic que uneix el RE amb l'ERGIC, procurant la proximitat i l'estabilitat estructural necessàries. Com a resultat, aquesta interacció permet el reclutament de membranes de l'ERGIC cap als ERES -per amplicar els túbuls de transport-, el correcte assemblatge de l'anell de TANGO1 -l'estabilitza-, i la formació dels túbuls de transport (que convé recordar que serveixen com un túnel entre el RE i l'ERGIC).

### Regulació dinàmica dels llocs de sortida del RE
TANGO1 és capaç de regular l'assemblatge i desassemblatge dels ERES segons les necessitats cel·lulars. Això influeix tant en el volum com en la tipologia de càrrega que s'exporta des del RE. És per aquest motiu que es diu que això proporciona flexibilitat al sistema de secreció cel·lular.

### Modificació de l'entramat COPII
TANGO1 té la capacitat d'alterar l'assemblatge del COPII per tal que s'acomodin càrregues de diferents mides i formes, la qual cosa és essencial per tal que sigui possible l'exportació de molècules de gran mida i complexitat com m'és el col·lagen.

### Alliberament de la càrrega i reciclatge de TANGO1
El procés de transport de càrregues de gran mida (com el col·lagen) des del RE finalitza amb l'alliberament de la càrrega al túbul o vesícula de transport i el reciclatge de TANGO1 per la seva posterior reutiltizació.
Un cop el col·lagen ha estat completament carregat al túbul als ERES, TANGO1 se separa de la càrrega i permet la hidròlisi de Sar1-GTP, provocant l'escissió del túbul del RE.
A diferència de molts altres components de la via secretora que són transportats en conjunt amb la vesícula cap a l'Aparell de Golgi, TANGO1 no abandona el RE, ja que roman als ERES. Això permet iniciar de manera immediata un nou cicle de transport, mentenint un flux constant de secreció de col·lagen.

## Implicacions patològiques

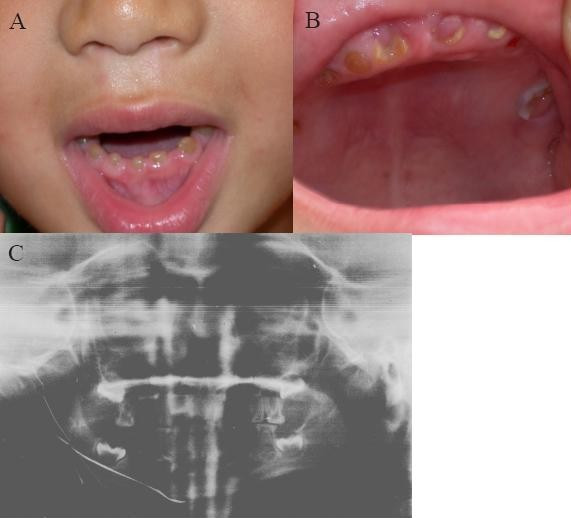
Dentinogènesi imperfecta

TANGO1 és una proteïna essencial per al correcte transport de procol·lagen dins de la cèl·lula: facilita la secreció de procol·lagen des del RE fins l'aparell de Golgi, on acaba de madurar abans de ser enviat a la matriu extracel·lular. Una deficiència o defectes en aquesta proteïna pot provocar col·lagenopaties.
Aquestes col·lagenopaties poden estar associades a baixa alçada o problemes de creixement, dentinogènesi imperfecta, anomalies esquelètiques, dificultats en el moviment, diabetis i una lleu discapacitat intel·lectual. Això és degut a la importància del col·lagen en la matriu extracel·lular de les cèl·lules dels teixits i òrgans del cos humà. La seva manca pot causar deformitats òssies i dislocacions articulars, ja que el col·lagen està present en tendons, lligaments i ossos, i també en la pell.

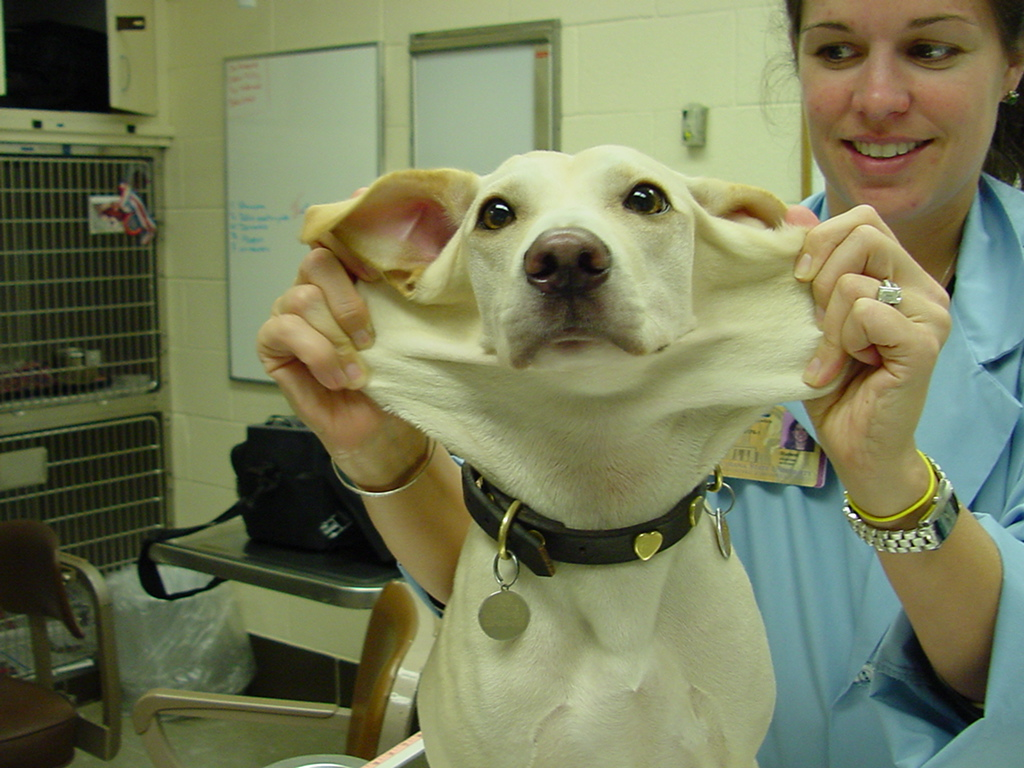
Síndrome d'Ehlers-Danlos en un gos

Una de les col·lagenopaties més comunes és la síndrome d'Ehlers-Danlos. En un estudi s'ha pogut observar que certs defectes en TANGO1, tot i no ser la causa directa de la síndrome, poden agravar la clínica d'algunes variants:  els pacients presenten hiperlaxitud articular i dolor en la columna vertebral, entre d'altres afectacions òssies i en la pell.
La pèrdua completa de TANGO1 resulta en nanisme en molts animals o en letalitat embrionària en ratolins, degut a l'absència de formació òssia. En humans, la seva deficiència pot generar formes severes, o fins i tot letals, de osteocondrodisplàsia, i pren un paper important en la formació de l'esquelet embrionari.

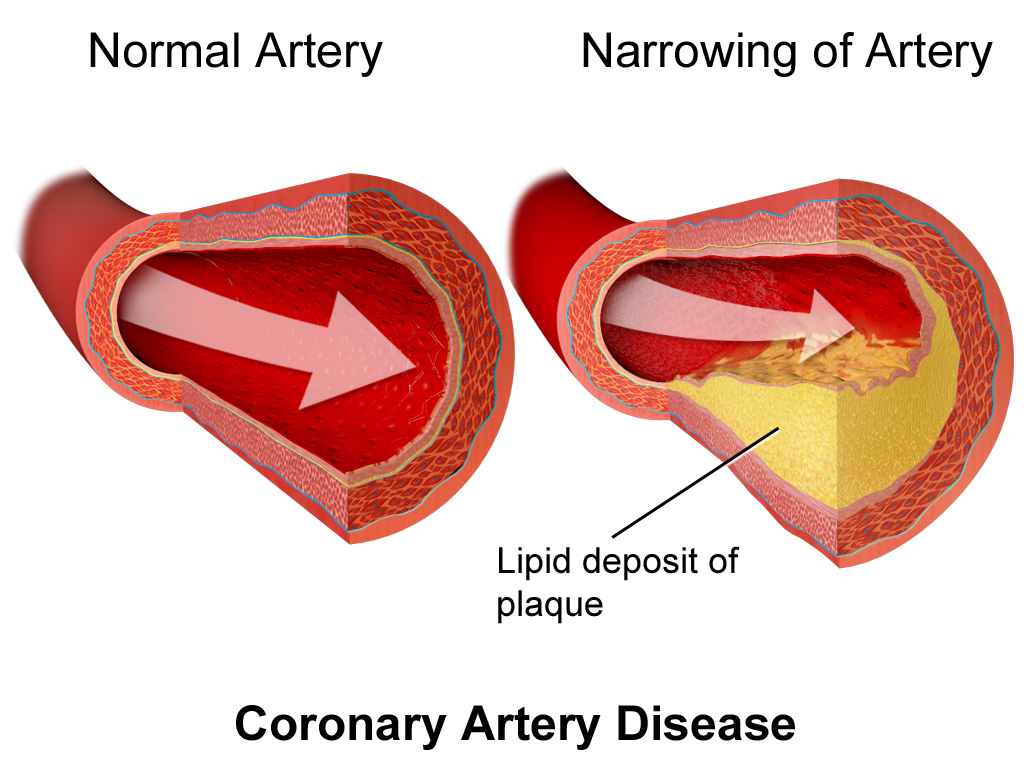
Aterosclerosi

A més del seu paper en les col·lagenopaties, TANGO1 s'ha relacionat també amb malalties de les artèries coronàries. Quan hi ha manca de producció de TANGO1 en cèl·lules endotelials, es genera un excés d'unions intercel·lulars, afavorint la migració de monòcits a través de l'epiteli vascular (migració trans-epitelial). Això pot contribuir al desenvoulupament de l'aterosclerosi. En canvi, quan està sobreexpressada, TANGO1 pot inhibir la migració en aquestes cèl·lules, reduint el risc d'acumulació de plaques a les artèries. En estudis genètics s'ha pogut trobar relació entre una mutació en el gen de MIA3 i malalties coronàries i infarts de miocardi.